# Euphorbia sepulta

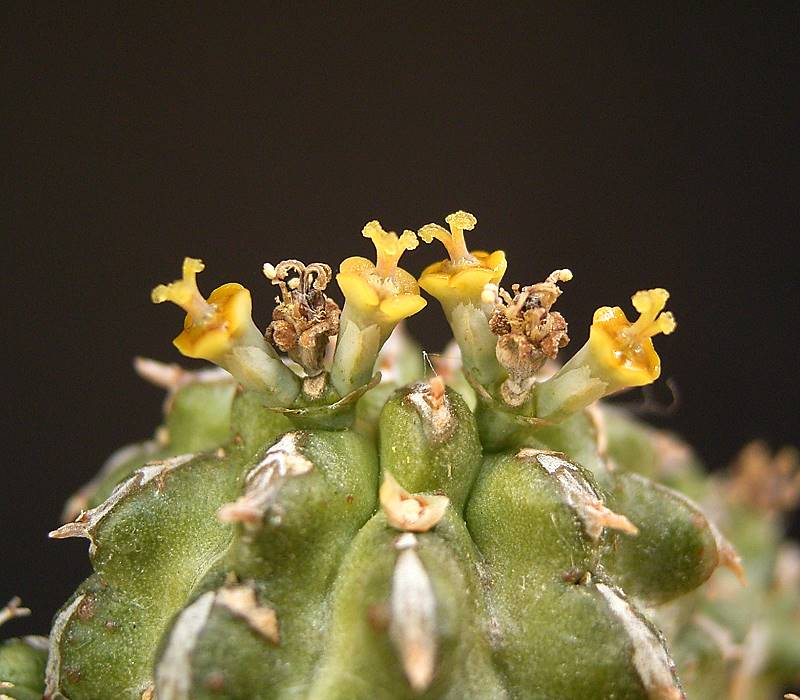
Blütendetail

Euphorbia sepulta ist eine Pflanzenart aus der Gattung Wolfsmilch (Euphorbia) in der Familie der Wolfsmilchgewächse (Euphorbiaceae).

## Beschreibung
Die sukkulente Euphorbia sepulta wächst aus fleischigen, dicken Wurzeln mit vielen Trieben, die sich unterhalb der Erdoberfläche verzweigen und bis 3 Zentimeter hoch werden. Durch die Vielzahl der stielrunden Triebe werden dichte Polster bis 30 Zentimeter Durchmesser gebildet. Die einzelnen Sprosse werden bis 1,5 Zentimeter im Durchmesser groß und sind neun- bis siebzehnkantig. Die Kanten sind auffällig gefurcht und mit flachen, bis 4 Millimeter auseinander stehenden Zähnen versehen. Die verkehrt eiförmigen Dornschildchen werden bis 3 Millimeter lang und 1 Millimeter breit. Sie stehen einzeln mit verhärteten Kanten in den Zwischenräumen, die zu weißliche Rippen geformt sind. Es werden Dornen von 0,5 bis 1,5 Millimeter Länge gebildet, die nach unten zeigen und an ihrer Basis verbunden sind. Die Nebenblattdornen sind nur undeutlich ausgebildet und kaum sichtbar.
Der Blütenstand besteht aus fast sitzenden und einzelnen, einfachen Cymen. Die Cyathien erreichen 2 Millimeter im Durchmesser. Die elliptischen Nektardrüsen sind gelb gefärbt und berühren sich. Der Fruchtknoten ist stumpf gelappt und der Blütenstiel ragt heraus und ist zurückgebogen.

## Verbreitung und Systematik
Euphorbia sepulta ist in Nord- und Zentral-Somalia in flachen und steinigen Gelände mit lückigem Wacholder-Wald in Höhenlagen von 1640 bis 2000 Meter verbreitet.
Die Erstbeschreibung der Art erfolgte 1976 durch Peter René Oscar Bally und Susan Carter Holmes.